# 西川博夫
西川 博夫（にしかわ ひろお、1918年 - 1944年7月3日）は、日本の元アマチュア野球選手。埼玉県出身。ポジションは外野手。

## 来歴・人物
浦和中学（現・埼玉県立浦和高等学校）在学中は、甲子園に2回（春2回〈1935年、1937年〉）出場した。浦和中は1935年春には、初出場（埼玉県内では川越中学〈現・埼玉県立川越高等学校〉に次いで2番目の出場）ながらベスト8に入る活躍を見せたが、1937年春の大会では初戦（3月29日）の対・滝川中学〈現・滝川中学校・高等学校〉戦で0-27という大敗を喫した。
1938年早稲田大学に入学、東京六大学リーグ戦にも出場した。しかし早大卒業後応召され、1944年7月3日、中国北支・石門の陸軍病院にて戦病死した。享年26。
東京ドーム内の野球殿堂博物館にある戦没野球人モニュメントに、彼の名前が刻まれている。